# DDR-Skimeisterschaften 1960
Die 12. DDR-Skimeisterschaften fanden vom 6. bis zum 8. März 1960 im sächsischen Klingenthal statt. In sieben Entscheidungen der Nordischen Skidisziplinen Langlauf, Skispringen und Nordische Kombination, davon zwei Mannschaftswettbewerben, gingen Athleten an den Start. Die Meisterschaftsentscheidung im 50-km-Langlauf der Männer wurde schon am 7. Februar 1960 in Goldlauter-Heidersbach ausgetragen. Die Meisterschaften fanden nach den Olympischen Winterspielen von Squaw Valley statt, bei denen Helmut Recknagel Olympiasieger im Skispringen wurde und nach Harry Glaß 1956 die zweite olympische Medaille für nordische Skisportler aus der DDR erkämpfen konnte. Insgesamt hatten sich 15 Teilnehmer aus der DDR für die nordischen Skidisziplinen qualifiziert.

## Langlauf

### Männer

#### 15 km
Nach der Niederlage in der Staffel wollte Kuno Werner nun über die erste Einzelstrecke den Spieß umdrehen. Und das gelang ihm, wenn auch unter kuriosen Umständen. Mitfavorit Enno Röder verpasste seinen Start und ging erst 20 Sekunden nach seinem Startzeitpunkt ins Rennen. Und diesen Rucksack trug Röder das gesamte Rennen mit sich. Am Ende fehlten ihm 28 Sekunden zum Sieg. Das gesteigerte Leistungsvermögen der Klingenthaler Läufer, was bei der Staffelentscheidung schon zu sehen war, setzte sich fort. Hinter Röder reihten sich noch drei Mannschaftskameraden vor Olympiastarter Egon Fleischmann ein. Das Rennen war zugleich der Laufwettbewerb der Kombinierer. Günter Flauger, in der Gesamtwertung an 13. Stelle platziert, lief die schnellste Zeit. Allerdings wurde seine Laufleistung nicht so hoch eingeschätzt, um schon von der Titelverteidigung sprechen zu können.
Datum: Montag, 7. März 1960
| Platz | Sportler         | Mannschaft            | Zeit (h) |
| ----- | ---------------- | --------------------- | -------- |
| 1     | Kuno Werner      | ASK Vorwärts Oberhof  | 42:59    |
| 2     | Enno Röder       | SC Dynamo Klingenthal | 43:27    |
| 3     | Erich Lindenlaub | SC Dynamo Klingenthal | 44:02    |
| 4     | Helmut Weidlich  | SC Dynamo Klingenthal | 44:08    |
| 5     | Heinz Seidel     | SC Dynamo Klingenthal | 44:54    |
| 6     | Egon Fleischmann | ASK Vorwärts Oberhof  | 45:02    |

#### 30 km
Nach seinem verpassten Start über 15 km wollte der einheimische Enno Röder diesen peinlichen Fauxpas schnell vergessen machen. Und lange Zeit sah es gut aus, Röder führte nach 20 gelaufenen Kilometern. Doch auf den letzten 10 Kilometern konnte Kuno Werner noch zusetzen, während die Klingenthaler Röder und Weidlich abbauten. Am Ende gewann erneut Kuno Werner mit 24 Sekunden Vorsprung vor Enno Röder.
Datum: Dienstag, 8. März 1960
| Platz | Sportler           | Mannschaft            | Zeit (h) |
| ----- | ------------------ | --------------------- | -------- |
| 1     | Kuno Werner        | ASK Vorwärts Oberhof  | 1:29:48  |
| 2     | Enno Röder         | SC Dynamo Klingenthal | 1:30:12  |
| 3     | Helmut Weidlich    | SC Dynamo Klingenthal | 1:31:12  |
| 4     | Heinz Seidel       | SC Dynamo Klingenthal | 1:31:49  |
| 5     | Klaus Kretzschmann | ASK Vorwärts Oberhof  | 1:32:46  |
| 6     | Rudolf Dannhauer   | ASK Vorwärts Oberhof  | 1:33:18  |

#### 50 km
In Abwesenheit der Olympiateilnehmer gingen 44 Starter auf die Langstrecke. Dabei konnte Werner Moring nach 1954 zum zweiten Mal den Titel über 50 km gewinnen.
Datum: Sonntag, 7. Februar 1960
| Platz | Sportler           | Mannschaft            | Zeit (h) |
| ----- | ------------------ | --------------------- | -------- |
| 1     | Werner Moring      | ASK Vorwärts Oberhof  | 2:49:31  |
| 2     | Klaus Kretzschmann | ASK Vorwärts Oberhof  | 2:52:54  |
| 3     | Erich Lindenlaub   | SC Dynamo Klingenthal | 2:53:59  |

#### 4 × 10-km-Staffel
Auf der Mühlleitener Langlaufstrecke wurde als erster Männerwettbewerb die Staffelmeisterschaft ausgetragen. 14 Staffeln traten an, der ASK Vorwärts Oberhof schickte allein sechs Staffeln an den Start. Und seine erste Vertretung war mit vier Olympiateilnehmern hochkarätig besetzt, die einheimische erste Klingenthaler Staffel konnte nur mit zwei Olympiastartern aufwarten. Doch zu aller Überraschung lagen die Klingenthaler nach dem ersten Wechsel vorn, die Oberhofer Titelverteidiger lagen mit 85 Sekunden Rückstand nur auf Rang vier. Und auch die nächsten Wechsel brachten kaum Besserung, Heinz Seidel lief sogar Tagesbestzeit. Es war an Kuno Werner, wenigstens den Vizemeistertitel zu sichern, was ihm auch gelang. Der erste Wettkampftag hielt damit aber schon bei der ersten Entscheidung eine Überraschung parat.
Datum: Sonntag, 6. März 1960
| Platz | Mannschaft              | Sportler                                                   | Zeit (h) |
| ----- | ----------------------- | ---------------------------------------------------------- | -------- |
| 1     | SC Dynamo Klingenthal I | Erich Lindenlaub Heinz Seidel Helmut Weidlich Enno Röder   | 1:54:06  |
| 2     | ASK Vorwärts Oberhof I  | Egon Fleischmann Werner Haase Rudolf Dannhauer Kuno Werner | 1:55:54  |
| 3     | ASK Vorwärts Oberhof II | Alfred Recknagel Adolf Jankowski Böttner Jürgen Beer       | 1:58:17  |

### Frauen

#### 10 km
Die Einzelentscheidung bei den Frauen entschied Renate Borges klar für sich. Gleichzeitig war das ihr erster Meistertitel.
Datum: Montag, 7. März 1960
| Platz | Sportler              | Mannschaft                | Zeit (h) |
| ----- | --------------------- | ------------------------- | -------- |
| 1     | Renate Borges         | SC Traktor Oberwiesenthal | 32:38    |
| 2     | Sonnhilde Kallus      | SC Dynamo Klingenthal     | 33:23    |
| 3     | Elfriede Spiegelhauer | SC Dynamo Klingenthal     | 33:45    |
| 4     | Christine Söldner     | SC Traktor Oberwiesenthal | 33:57    |
| 5     | Bärbel Bader          | SC Motor Zella-Mehlis     | 34:10    |
| 6     | Gudrun Zschögner      | SC Motor Zella-Mehlis     | 34:13    |

#### 3 × 5-km-Staffel
Im ersten Langlaufwettbewerb der Frauen gab es wie im Vorjahr das Duell Klingenthal-Oberwiesenthal. Und die Staffel vom Fichtelberg trat immerhin mit zwei Olympiastarterinnen an. Doch Elfriede Spiegelhauer wechselte als Erste, allerdings nur drei Sekunden vor Renate Borges. Im darauffolgenden Duell Jahns-Göhler konnte die Oberwiesenthalerin ihre Staffel in Führung bringen. Doch Christine Söldner konnte der einheimischen Sonnhilde Kallus nicht Paroli bieten und kam am Ende auf Platz zwei ein. Somit konnte Vorjahressieger Klingenthal seinen Titel, wenn auch mit geringerem Vorsprung, verteidigen.
Datum: Sonntag, 6. März 1960
| Platz | Mannschaft                | Sportler                                           | Zeit (h) |
| ----- | ------------------------- | -------------------------------------------------- | -------- |
| 1     | SC Dynamo Klingenthal I   | Elfriede Spiegelhauer Karen Jahns Sonnhilde Kallus | 53:04    |
| 2     | SC Traktor Oberwiesenthal | Renate Borges Christa Göhler Christine Söldner     | 53:24    |
| 3     | SC Dynamo Klingenthal II  | Harzer Anrich Roßmeisel                            | 56:39    |

## Nordische Kombination
Der Laufwettbewerb wurde im Rahmen des 15-km-Einzelwettbewerbs der Langlaufspezialisten absolviert. Danach führte Olympiastarter Günter Flauger. Martin Körner, ein weiterer Olympiateilnehmer musste schon beim Langlauf wegen Skibruch aufgeben. Flaugers Vorsprung war jedoch nicht uneinholbar groß. Das zeigte sich auch im Springen, bei dem der Brotteroder Karl-Heinz Herzer und der Klingenthaler Manfred Meinhold den Führenden immer stärker bedrängten. Am Ende konnte Flauger seinen Titel mit hauchdünnen 0,3 Punkten Vorsprung verteidigen. Und auch zwischen Silber und Bronze lagen nur 0,3 Punkte.
Datum:Langlauf 15 km, Montag, 7. März 1960; Sprunglauf Dienstag, 8. März 1960
| Platz | Sportler          | Mannschaft              | Punkte |
| ----- | ----------------- | ----------------------- | ------ |
| 1     | Günter Flauger    | SC Dynamo Klingenthal   | 452,2  |
| 2     | Karl-Heinz Herzer | ASK Vorwärts Brotterode | 451,9  |
| 3     | Manfred Meinhold  | SC Dynamo Klingenthal   | 451,6  |
| 4     | Werner Lorenz     | SC Dynamo Klingenthal   | 440,9  |
| 5     | Klaus Goldhahn    | SC Dynamo Klingenthal   | 437,7  |
| 6     | Rolf Schönherr    | SC Dynamo Klingenthal   | 422,0  |

## Skispringen
Die Meisterschaften starteten mit dem Skispringen als erstem Wettbewerb, welches vor 30.000 Zuschauern auf der Großen Aschbergschanze stattfand. Natürlich war man vor allem auf den Auftritt des frisch gebackenen Olympiasiegers Helmut Recknagel gespannt. Anhand der unterschiedlichen Trainingsleistungen hatte die Jury das Starterfeld schon vor dem Springen von 71 auf 44 Teilnehmer reduziert. Nach dem ersten Durchgang wurden noch dreizehn weitere Springer wegen Stürzen aus dem Wettbewerb genommen. Etwas überraschend führte der einheimische Manfred Glaß, Recknagel kam nach dem ersten Durchgang mit einem Sicherheitssprung auf Platz fünf ein, hatte aber nur 3,5 Punkte Rückstand auf den Führenden. Olympiateilnehmer Werner Lesser setzte im zweiten Durchgang das erste Achtungszeichen mit der Note von 121,0 Punkten, durch seinen Sturz im ersten Durchgang konnte er aber nicht mehr ins Titelgeschehen eingreifen. So war es dem dritten Olympiastarter Veit Kührt vorbehalten, mit einem Sprung von 92,5 m, welcher mit 120,5 Punkten bewertet wurde, einen Maßstab für den Meistertitel zu setzen. Helmut Recknagel war nun durch sein vorsichtiges Taktieren im ersten Durchgang gezwungen, aufs Ganze zu gehen. Zwar sprang er mit 98 m eine sensationelle Weite, er konnte den Sprung aber nicht stehen und stürzte. Trotzdem reichte es noch für Platz neun. Meister wurde aber etwas überraschend Recknagels Klubkamerad Veit Kührt. Und auch die weiteren Medaillengewinner waren so ob der Teilnahme aller Olympiaspringer nicht unbedingt erwartet worden, Harald Pfeffer und Günter Oettel hatten die wenigsten auf der Rechnung.
Datum: Sonntag, 6. März 1960
| Platz | Sportler         | Mannschaft                | Punkte |
| ----- | ---------------- | ------------------------- | ------ |
| 1     | Veit Kührt       | SC Motor Zella-Mehlis     | 228    |
| 2     | Harald Pfeffer   | SC Motor Zella-Mehlis     | 222    |
| 3     | Günter Oettel    | SC Traktor Oberwiesenthal | 219    |
| 4     | Manfred Glaß     | SC Dynamo Klingenthal     | 218,5  |
| 5     | Werner Lorenz    | SC Dynamo Klingenthal     | 217,5  |
| 6     | Kurt Schramm     | ASK Vorwärts Brotterode   | 217    |
| 7     | Lothar Heyer     | SC Motor Zella-Mehlis     | 215,5  |
| 8     | Rainer Dietel    | SC Dynamo Klingenthal     | 212,5  |
| 9     | Helmut Recknagel | SC Motor Zella-Mehlis     | 207,5  |
| 10    | Hoyer            | SC Dynamo Klingenthal     | 207    |

## Medaillenspiegel
Der einheimische SC Dynamo wurde einmal mehr bester Sportclub, wenn auch die Konkurrenz aus Oberhof vor allem durch Dreifachmeister Kuno Werner den Klingenthalern hart auf den Fersen war.
| Medaillenspiegel (nach allen 8 Wettbewerben) | Medaillenspiegel (nach allen 8 Wettbewerben) | Medaillenspiegel (nach allen 8 Wettbewerben) | Medaillenspiegel (nach allen 8 Wettbewerben) | Medaillenspiegel (nach allen 8 Wettbewerben) | Medaillenspiegel (nach allen 8 Wettbewerben) |
| Platz                                        | Mannschaft                                   | Gold                                         | Silber                                       | Bronze                                       | Gesamt                                       |
| -------------------------------------------- | -------------------------------------------- | -------------------------------------------- | -------------------------------------------- | -------------------------------------------- | -------------------------------------------- |
| 1                                            | SC Dynamo Klingenthal                        | 3                                            | 3                                            | 6                                            | 12                                           |
| 2                                            | ASK Vorwärts Oberhof                         | 3                                            | 2                                            | 1                                            | 6                                            |
| 3                                            | SC Traktor Oberwiesenthal                    | 1                                            | 1                                            | 1                                            | 3                                            |
| 4                                            | SC Motor Zella-Mehlis                        | 1                                            | 1                                            | 0                                            | 2                                            |
| 5                                            | ASK Vorwärts Brotterode                      | 0                                            | 1                                            | 0                                            | 1                                            |